# Spilosoma basilimbata
Spilosoma basilimbata är en fjärilsart som beskrevs av Butler 1881. Spilosoma basilimbata ingår i släktet Spilosoma och familjen björnspinnare. Inga underarter finns listade i Catalogue of Life.